# María Emma Mejía Vélez
María Emma Mejía Vélez (née le 27 septembre 1953) est une journaliste et femme politique colombienne. Elle a été ministre des Affaires étrangères, ministre de l'Éducation nationale de Colombie et Ambassadeur de Colombie en Espagne. Elle a également été présidente pour la Fondation Pies Descalzos, une association caritative fondée par la chanteuse Shakira et a collaboré comme journaliste dans El Radar un programme colombien d'enquête diffusé sur Caracol TV. Elle est secrétaire générale de l'UNASUR de 2011 à 2012.

## Biographie
María Emma Mejía Vélez est née le 27 septembre 1953 de Luis Mejía Arango et Sofía Vélez Pérez à Medellín, Antioquia.
Elle obtient un diplôme du lycée Gimnasio Los Pinares  à Medellín en 1971 et travaille alors comme mannequin Elle part étudier ensuite la communication sociale à l'Université pontificale bolivarienne mais n'obtient pas son diplôme et part en année sabbatique à Londres où elle travaille entre autres pour le Consulat colombien et la BBC Elle étudie pendant son séjour en Angleterre la cinématographie et la télévision et réalise deux films à l'âge de 23 ans.
À son retour en Colombie, elle est remarquée par Fernando Gómez Agudelo qui la nomme assistante de l'écrivain et réalisateur Bernardo Romero Pereiro.

## Politique

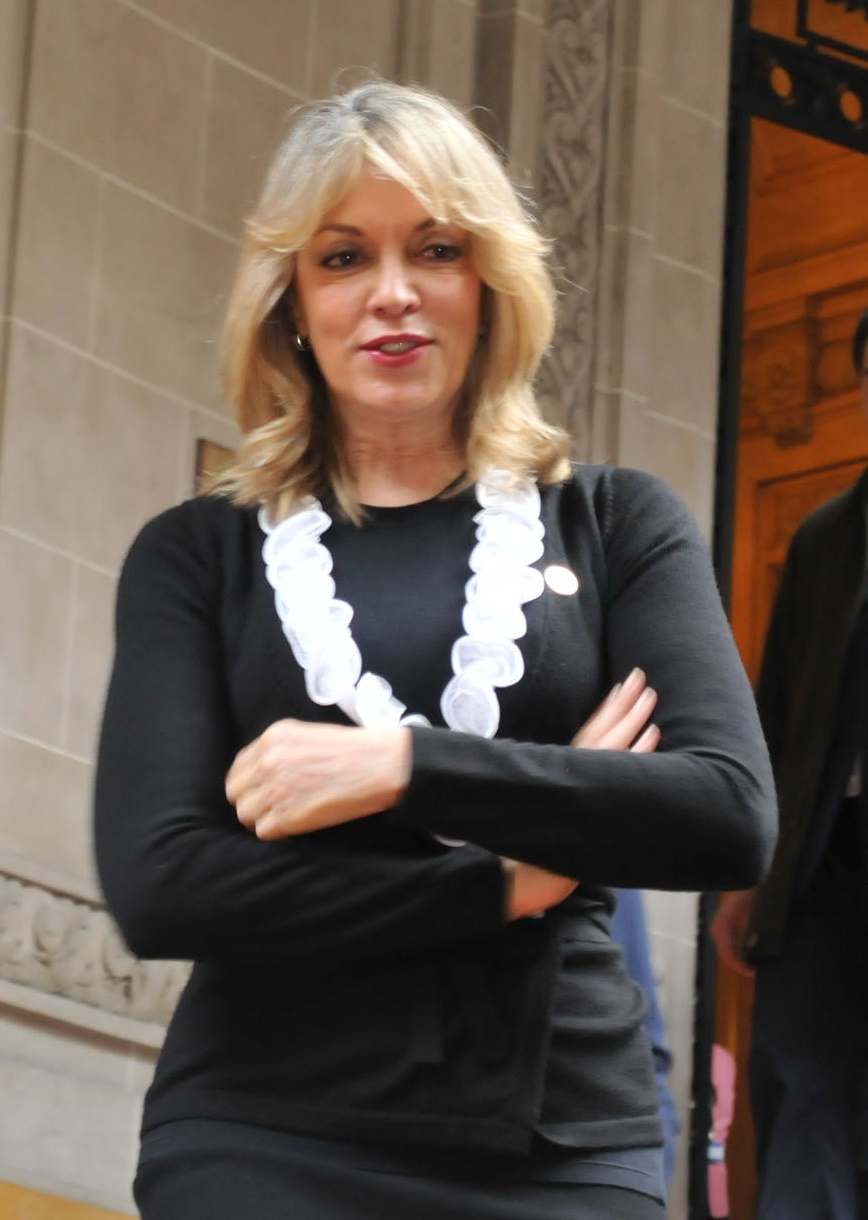
María Emma Mejía Vélez en 2011.

### FOCINE
María Emma Mejía Vélez commence comme son parcours politique alors qu'elle est réalisatrice, quand le président Belisario Betancur la nomme directrice à la Compañía de Fomento Cinematográfico (FOCINE). Son travail au FOCINE est un succès car elle apporte un grand support au cinéma colombien, mais est également critiqué, il lui est reproché de soutenir un petit groupe de producteurs.

### Présidence de l'Advisory Council
Après son passage au FOCINE, elle est attirée par les idées de Luis Carlos Galán et c'est son assassinat qui la pousse à se lancer dans la politique en travaillant comme secrétaire générale pour la campagne aux élections présidentielles César Gaviria Trujillo. Après l'élection, Gaviria Trujillo la nomme à la tête du Presidential Security Advisory Council de Medellín.
Elle fait face alors à divers problèmes comme Pablo Escobar.

### Secrétariat général de l'UNASUR
En décembre 2010, le président colombie Juan Manuel Santos sélectionne María Emma Mejía comme candidate au poste de secrétaire générale de l'Unasur. La candidature est présentée par Santos à la rencontre des chefs d'état d'Amérique du Sud à Mar del Plata, Argentine. Mejía obtient le poste et accepte de la partager avec le candidat vénézuélien Alí Rodríguez Araque qui assumera le poste la deuxième année du mandat.

## Sources
- (en) Cet article est partiellement ou en totalité issu de l’article de Wikipédia en anglais intitulé « María Emma Mejía Vélez » (voir la liste des auteurs).

- (es) Cet article est partiellement ou en totalité issu de l’article de Wikipédia en espagnol intitulé « María Emma Mejía » (voir la liste des auteurs).